# Nicolás Fasolino
Nicolás Fasolino (Buenos Aires, 3 gennaio 1887 – Santa Fe, 13 agosto 1969) è stato un cardinale e arcivescovo cattolico argentino.

## Biografia
Nicolás Fasolino nacque il 3 gennaio 1887 nel barrio Balvanera della capitale Buenos Aires, sede arcivescovile divenuta città autonoma pochi anni prima, sulla costa nord-orientale della Repubblica Argentina; proveniente da una famiglia d'origine italiana, era figlio di Nicolás Fasolino, suo omonimo, e di María Antonia Coletta.

### Formazione e ministero sacerdotale
Dopo aver ricevuto l'istruzione primaria, decise di seguire la vocazione al sacerdozio e, ottenuto l'appoggio dei genitori, si iscrisse al Seminario metropolitano della città natale, nel quartiere di Villa Devoto; tuttavia, ben presto i superiori si resero conto delle sue abilità e, ottenuta l'autorizzazione dell'arcivescovo Mariano Antonio Espinosa, venne inviato a proseguire gli studi a Roma, dove fu alunno del Pontificio collegio Pio latino-americano e frequentò la Pontificia università gregoriana, conseguendo i dottorati in filosofia, teologia e diritto canonico.
Terminato il percorso, ricevette l'ordinazione sacerdotale il 28 ottobre 1909 nella capitale del Regno d'Italia; si incardinò, a soli ventidue anni, come presbitero dell'arcidiocesi di Buenos Aires.
Subito dopo tornò nella città natia, dove avrebbe trascorso l'intero ministero sacerdotale, e nel 1911 gli venne affidato il primo incarico pastorale come vicario parrocchiale nella chiesa di San José de Flores, poi elevata alla dignità di basilica minore il 20 gennaio 1912 da papa Pio X, ricoprendo l'incarico fino al 1916; più tardi divenne anche professore di teologia all'Università cattolica di Buenos Aires, divenuta in seguito Pontificia università cattolica argentina, nonché docente di sacra scrittura e storia ecclesiastica presso il Centro di studi religiosi.
Nel 1913 venne nominato pro-segretario e poi vice-cancelliere della curia arcidiocesana, venendo successivamente incaricato parallelamente di dirigere ed accompagnare i sempre più attivi laici cattolici sia nei circoli operai, come visitatore generale dell'Associazione dei giovani lavoratori dell'Argentina, sia i giovani studenti, come direttore spirituale della Gioventù e della Lega cattolica; entrambe le associazioni sarebbero poi confluite nella nascente Azione Cattolica.
Sempre a livello diocesano, divenne procuratore del Consiglio presbiterale e commissario per definire i confini delle nuove parrocchie, arrivando ad essere promosso segretario e cancelliere della curia nel 1921, fino al momento in cui tornò al ministero pastorale attivo come parroco nel suo quartiere di nascita, Balvanera, nel 1922, dove rimase fino alla promozione all'episcopato.

#### Crisi tra Santa Sede ed Argentina
Poco dopo, si ritrovò ad avere un ruolo di primaria importanza quando si aprì una crisi tra Vaticano ed Argentina: dopo la morte dell'arcivescovo Espinosa, avvenuta l'8 aprile 1923, il governo radicale del presidente Marcelo Torcuato de Alvear propose come suo successore il vescovo ausiliare Miguel de Andrea, fondatore di stampo socialista della Federazione delle associazioni cattoliche dei lavoratori, che fu respinto dalla Santa Sede a causa delle pressioni dei settori cattolici argentini conservatori. L'11 dicembre 1924 papa Pio XI nominò amministratore apostolico Juan Agustín Boneo, vescovo di Santa Fe, che nel 1925 lo scelse come vicario generale dell'arcidiocesi di Buenos Aires.
Tuttavia il presidente Alvear insistette sulla sua candidatura e respinse sia l'amministratore apostolico che il nunzio Giovanni Beda Cardinale, dichiarato persona non grata ed espulso dal Paese, mettendo a nudo la finzione sul patronato e dividendo l'opinione pubblica tra le due posizioni. La situazione venne risolta solo tre anni dopo, quando entrambe le parti scesero a compromesso con la nomina di José María Bottaro y Hers, O.F.M., il 9 settembre 1926; contestualmente terminò anche il suo delicato incarico, dopo aver gestito per un anno l'arcidiocesi durante il difficile periodo di sede vacante. Per il suo impegno, il 19 luglio 1928 il papa gli conferì il titolo onorifico di protonotario apostolico.

### Ministero episcopale
Il 20 ottobre 1932 papa Pio XI lo nominò, quarantacinquenne, vescovo di Santa Fe; succedette a Juan Agustín Boneo, primo vescovo della diocesi, deceduto il 16 giugno precedente all'età di ottantasette anni e dopo ben trentaquattro di governo pastorale. Ricevette la consacrazione episcopale il 21 dicembre seguente, nella capitale argentina, per imposizione delle mani di Filippo Cortesi, arcivescovo titolare di Sirace e nunzio apostolico in Argentina, avendo come co-consacranti il futuro cardinale Santiago Luis Copello e monsignor Fortunato Devoto, rispettivamente arcivescovo metropolita e vescovo ausiliare di Buenos Aires; prese possesso della diocesi durante una cerimonia svoltasi nella cattedrale di Ognissanti a Santa Fe il 29 dicembre. Come suo motto episcopale scelse Narrabo nomen Tuum fratribus meis, che tradotto vuol dire "Annunzierò il Tuo nome ai miei fratelli" (Salmo 22, 23).
Il 20 aprile 1934, con la bolla Nobilis Argentinae, il papa elevò la sede di Santa Fe ad arcidiocesi metropolitana; contestualmente ne divenne il primo arcivescovo metropolita ed in seguito ricevette il pallio, simbolo di comunione con la Santa Sede.
Lo stesso anno compì la prima visita pastorale negli allora territori nazionali di Chaco e Formosa, che il suo predecessore aveva affidato alla cura dei padri francescani, allo scopo di gettare le basi per l'organizzazione ecclesiastica di quella regione; l'impulso della sua opera, durante il lungo ministero, porterà all'erezione di nuove diocesi suffraganee, il cui territorio venne scorporato dalla sede metropolitana, a partire da Rosario (20 aprile 1934), poi Resistencia (3 giugno 1939), Reconquista (11 febbraio 1957) e Rafaela (10 aprile 1963). Insieme a ciò, la crescita accelerata dei quartieri oltre i viali della città di Santa Fe, estendendosi principalmente a nord ma anche a est e ovest, con strade sterrate, scarsamente illuminate e prive della struttura sociale di base, richiedevano una presenza sacerdotale. In questo contesto, dal 1941 sostenne la Obra de Barrios che, guidata da Antonio Rodríguez e composta da una vera élite di militanti cristiani, in maggioranza studenti universitari, avevano lo scopo di evangelizzare e promuovere socialmente gli abitanti nelle zone periferiche.
Papa Paolo VI lo elevò al rango di cardinale nel concistoro del 26 giugno 1967.
Morì il 13 agosto 1969 all'età di 82 anni.

#### Lavoro come storico
Oltre al ministero, per tutta la vita si è dedicato anche alla ricerca storica sulle questioni ecclesiastiche, collaborando pure con diverse riviste cattoliche. È stato nominato membro dell'Accademia nazionale di storia nel 1965 ed è stato membro fondatore del Consiglio di storia ecclesiastica argentina e del Consiglio di studi storici della provincia di Santa Fe, ricoprendone poi anche la presidenza.
Tra le molte opere, ha scritto: Historia de la Universidad de Buenos Aires, sulla vita ed opera di padre Antonio Sáenz, primo rettore dell'università;  Primeras Lecciones, dal suo operato con l'Azione Cattolica; numerose biografie di sacerdoti che operarono a Santa Fe durante l'epoca coloniale, come Fray Juan Pascual de Rivadaneira de la Orden de Menores.

## Genealogia episcopale e successione apostolica
La genealogia episcopale è:
- Cardinale Scipione Rebiba
- Cardinale Giulio Antonio Santori
- Cardinale Girolamo Bernerio, O.P.
- Arcivescovo Galeazzo Sanvitale
- Cardinale Ludovico Ludovisi
- Cardinale Luigi Caetani
- Cardinale Ulderico Carpegna
- Cardinale Paluzzo Paluzzi Altieri degli Albertoni
- Papa Benedetto XIII
- Papa Benedetto XIV
- Papa Clemente XIII
- Cardinale Bernardino Giraud
- Cardinale Alessandro Mattei
- Cardinale Pietro Francesco Galleffi
- Cardinale Giacomo Filippo Fransoni
- Cardinale Carlo Sacconi
- Cardinale Edward Henry Howard
- Cardinale Mariano Rampolla del Tindaro
- Cardinale Antonio Vico
- Arcivescovo Filippo Cortesi
- Cardinale Nicolás Fasolino

La successione apostolica è:
- Arcivescovo Francisco Vicentín (1935)
- Vescovo Manuel Marengo (1950)
- Vescovo Raúl Marcelo Pacífico Scozzina, O.F.M. (1957)
- Vescovo José Agustín Marozzi (1957)
- Vescovo Enrique Principe (1958)
- Arcivescovo Moisés Julio Blanchoud (1960)
- Arcivescovo Ítalo Severino Di Stéfano (1964)